# インゴルフ・ヴンダー
インゴルフ・ヴンダー（Ingolf Wunder、1985年9月8日 - ）は、オーストリア出身のピアニスト。

## 経歴
オーストリア・リンツに1985年9月に生まれる。4歳で音楽のレッスンを始めるが、当初はヴァイオリンを習っていたが、後にピアノの才能を見出され転向。ウィーン国立音楽大学で学ぶ。1999年、ドイツ・ハンブルクで開催されたスタインウェイピアノコンクールで優勝等、多くのコンクールで優勝。2005年にショパン国際ピアノコンクールに出場するも、予選敗退。2008年から2010年にかけてアダム・ハラシェヴィチに師事。2010年に開かれたショパン国際ピアノコンクールで第2位入賞（同位にルーカス・ゲニューシャス）、ベストコンチェルト賞及びベスト幻想ポロネーズ賞も受賞した。